# 부산디지털대학교
부산디지털대학교(釜山디지털大學校, Busan Digital University)는 대한민국 부산광역시 사상구에 위치한 사립 사이버대학이다.

## 연혁
2001년 11월 10일, 학교법인 동서학원에 의하여 동서사이버대학교가 설립되었다. 이듬해 3월 2일 개교하였다. 2003년 9월 9일, 부산디지털대학교로 교명을 변경하여 현재에 이르고 있다.

## 교육편제

### 학부
부산디지털대학교 학부 과정은 단과대학과 학부 단위 설립 없이 가족청소년상담학과 등 15개 학과를 편제하고 학사 학위 과정을 교수하고 있다.

### 대학원
부산디지털대학교의 대학원은 특수 1개원으로, 휴먼서비스대학원을 설립하여 석사 학위 과정을 운영하고 있다.

## 같이 보기
- 동서대학교